# 贡比涅森林
贡比涅森林（或譯康白尼森林，法語發音：[fɔʁɛ də kɔ̃pjɛɲ]）是法国皮卡第大区的一个大型森林，靠近贡比涅市，位于巴黎以北60公里。
贡比涅森林是1918年11月11日，协约国与德国签署康边停战协定，结束第一次世界大战的地点；也是1940年6月22日，第二次世界大戰中，法國与德國占领军簽署第二次貢比涅停戰協定的地点。
贡比涅森林直径约14公里，周长约93公里58英里（93），面积14,414公頃，为法国第三大国家森林。

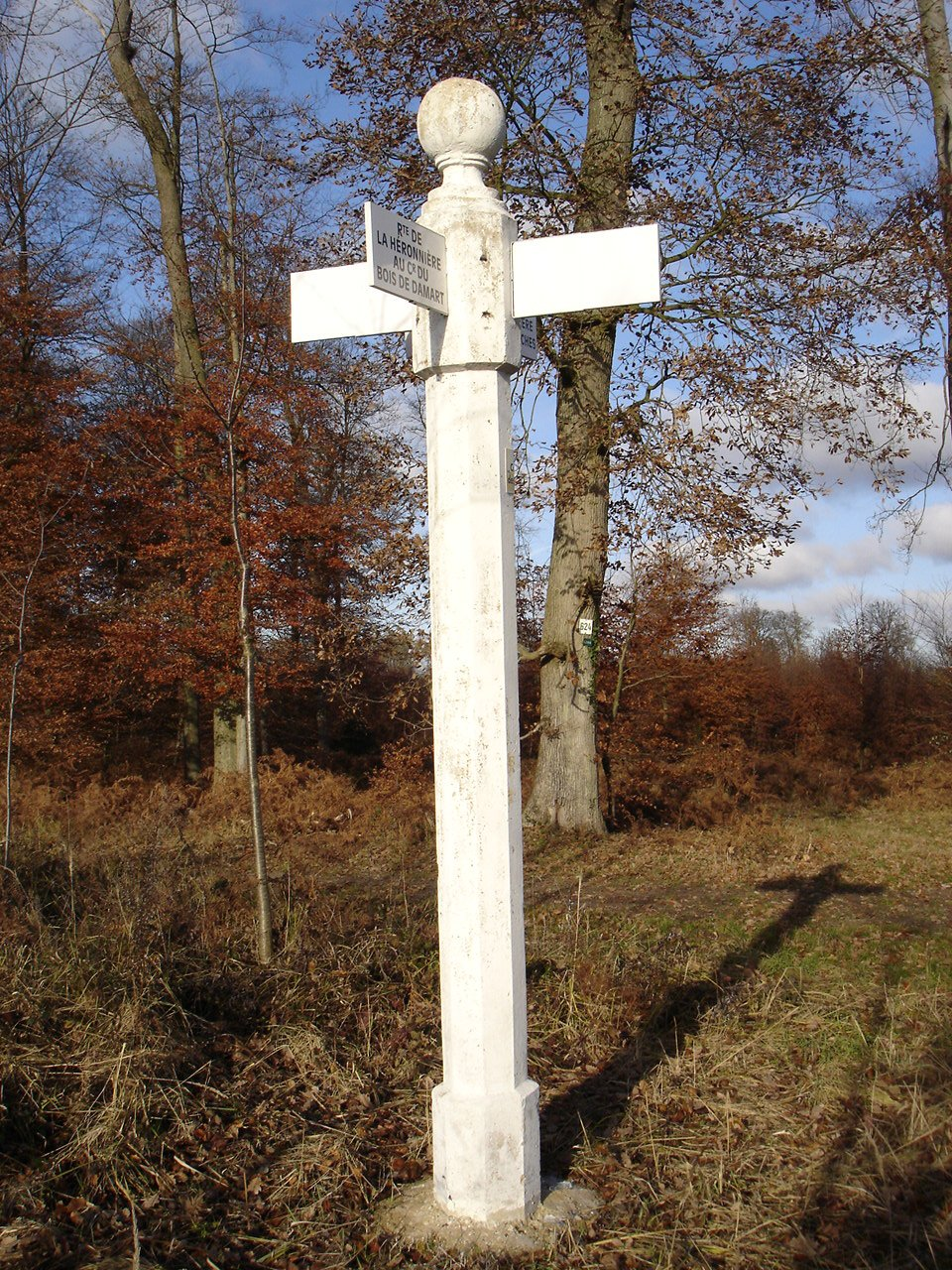
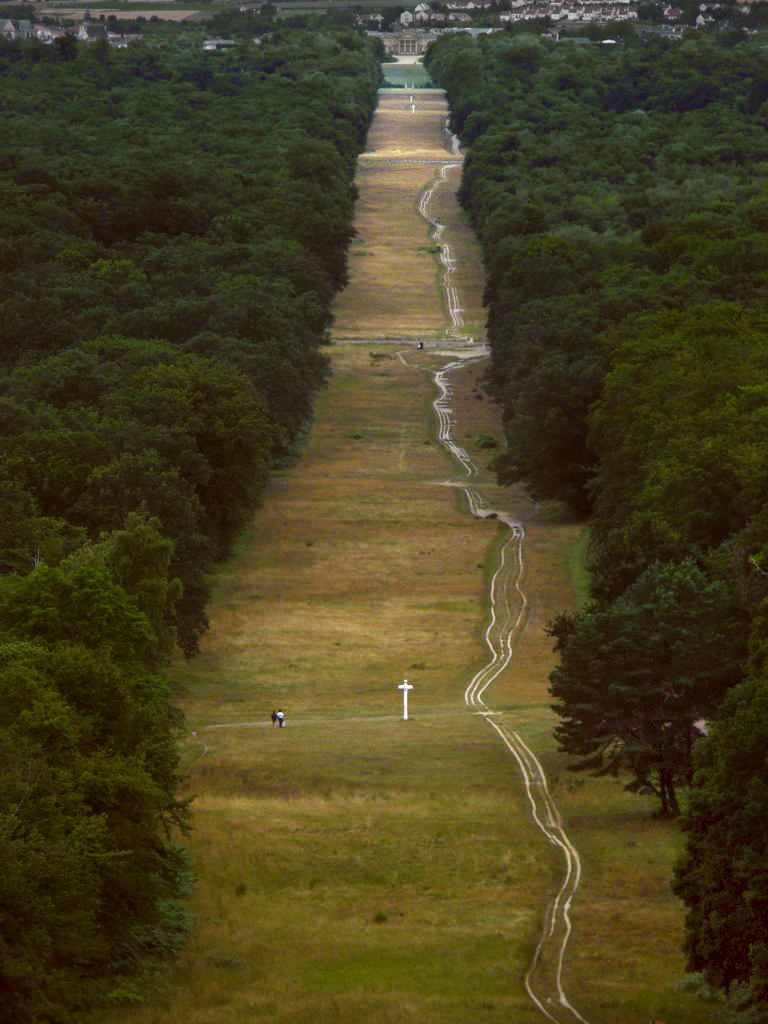
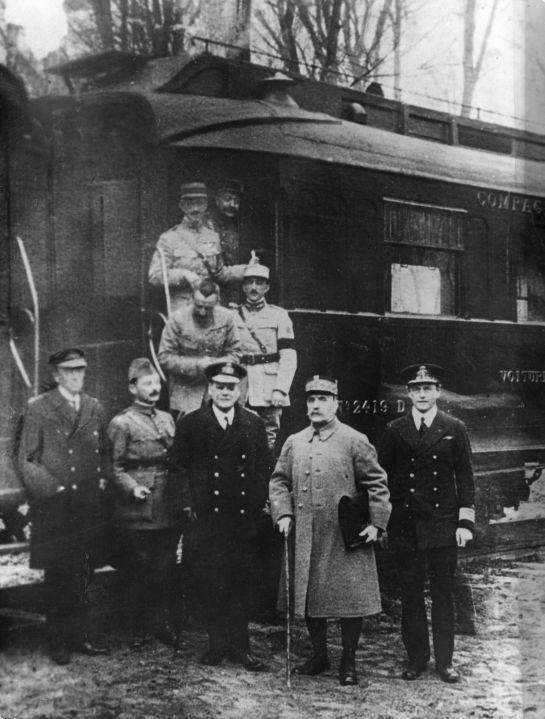
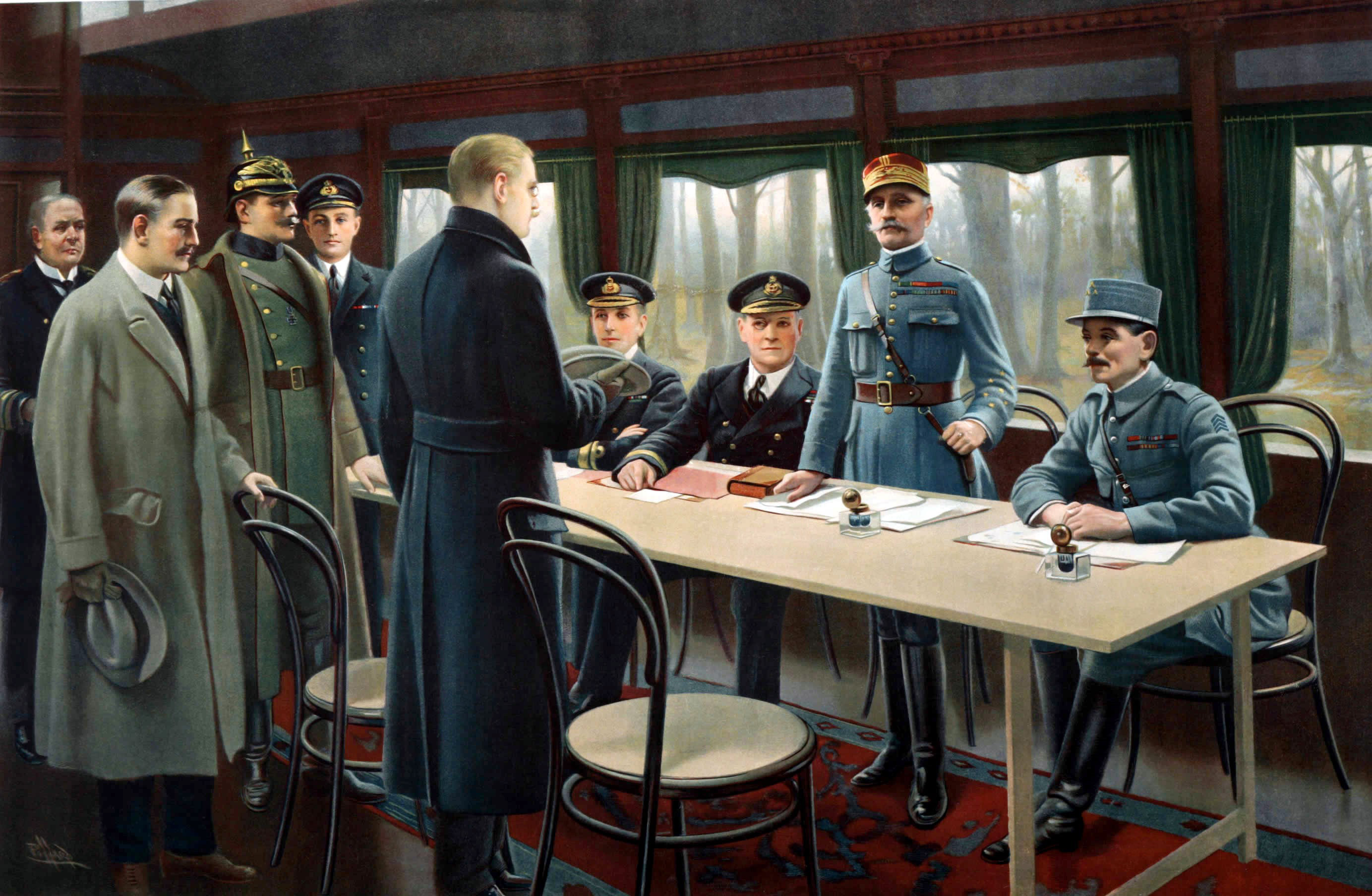
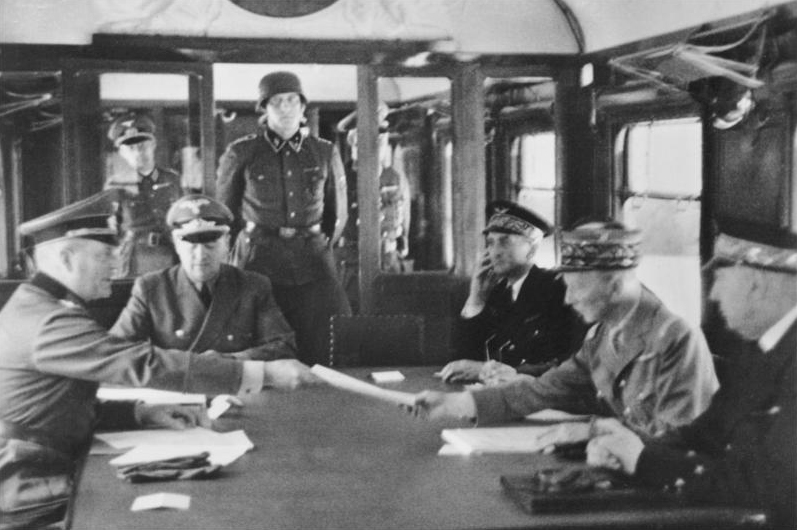
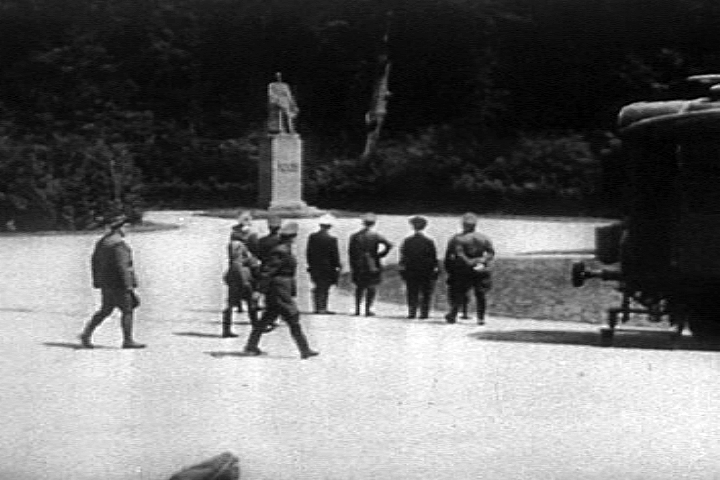
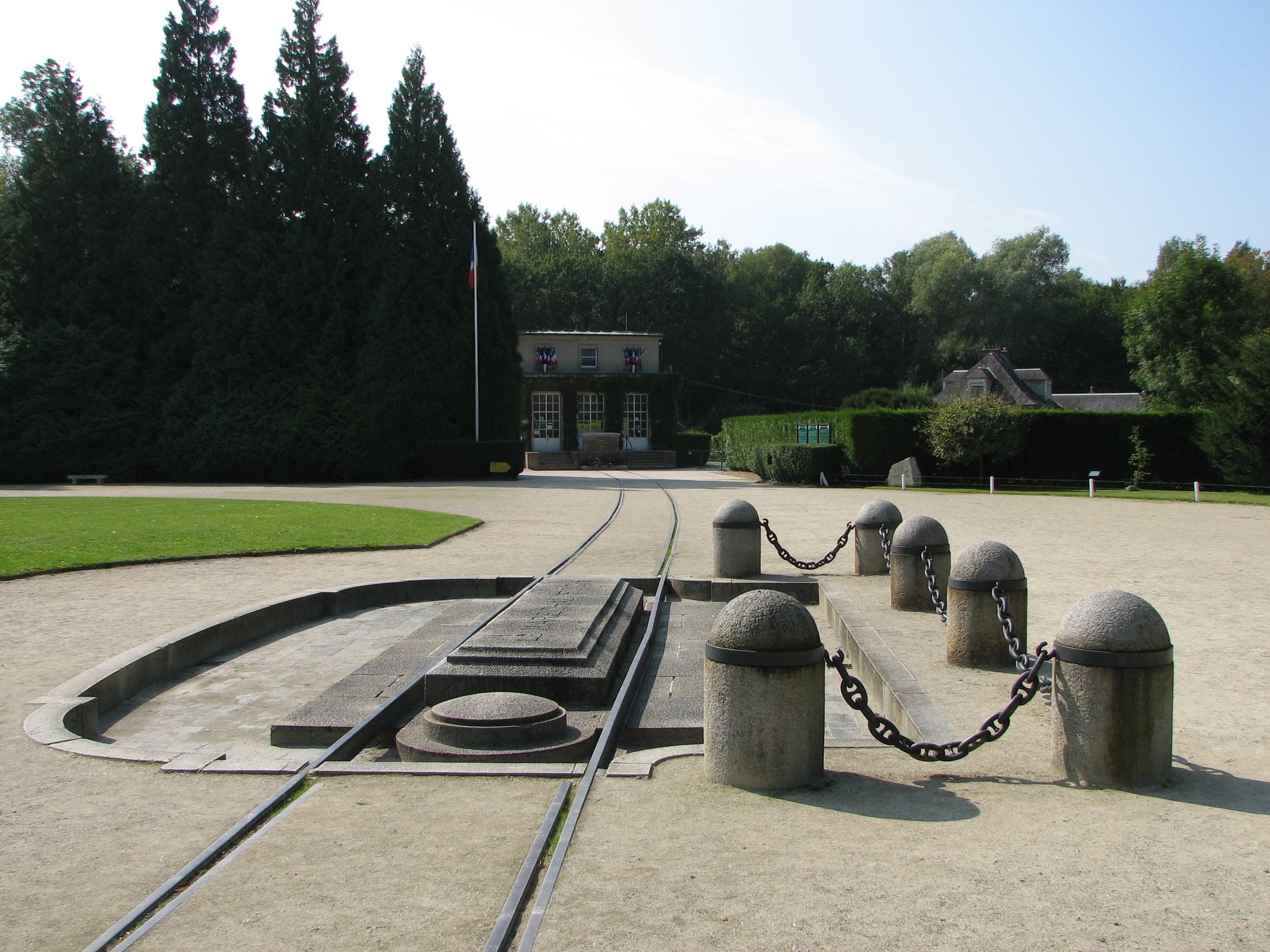